# Alexej Baumgärtner
Alexej Baumgärtner (* 13. Juli 1988 in Glasow, Udmurtische ASSR, Russische SFSR, Sowjetunion) ist ein deutscher Eisschnellläufer. Der in der Sowjetunion geborene Alexej zog mit seiner deutschen Mutter und seinem russischen Vater 1996 in das sächsische Chemnitz.
Mit 10 Jahren begann er mit dem Eisschnelllauf bei der Chemnitzer Skatergemeinschaft und startete ein Jahr später seine Wettkampflaufbahn. 2003 wechselte er zum Eisschnelllauf Club Chemnitz. Im Jahr 2006 lief er in der Altersklasse 16/17 deutschen Rekord über 3000 Meter mit 4:05,01 min. Nach seinem Abitur 2008 am Sportgymnasium Chemnitz wechselte er zu André Unterdörfel nach Berlin.
Alexej ist Sportsoldat und Teil der Sportfördergruppe der Bundeswehr in Frankenberg. Seit 2010 studiert er Komplementärmedizin an der Hochschule für Gesundheit und Sport in Berlin.
Bei den Juniorenweltmeisterschaften 2007 im österreichischen Innsbruck errang er zusammen mit Patrick Beckert und Eric Rauschenbach den zweiten Platz im Team Pursuit. Vor Südkorea mussten sie sich nur dem Trio aus den Niederlanden geschlagen geben. In der Vorrunde liefen die drei mit 4:08,20 min Bahnrekord und ließen das niederländische Trio um Jan Blokhuijsen, Tim Roelofsen und Sjoerd de Vries mit 4:08,87 min hauchdünn hinter sich.
2012 setzte er sich gegen die nationale Konkurrenz durch und wurde deutscher Meister im großen Vierkampf. Dreimal am Start, dreimal auf dem Treppchen und damit dreimal Bronze, hieß es im Team Pursuit beim Weltcup 2011/12 für die „schwarz-rote Lokomotive“.
Baumgärtner ist Sportsoldat der Sportfördergruppe der Bundeswehr Frankenberg und hat den Dienstgrad des Stabsunteroffiziers.

## Eisschnelllauf-Weltcup-Platzierungen
| Platzierung    | 100 m | 500 m | 1000 m | 1500 m | 5000 m | 10.000 m | Massenstart | Team |
| -------------- | ----- | ----- | ------ | ------ | ------ | -------- | ----------- | ---- |
| 1. Platz       |       |       |        |        |        |          |             |      |
| 2. Platz       |       |       |        |        |        |          |             |      |
| 3. Platz       |       |       |        |        |        |          |             | 3    |
| 4. – 10. Platz |       |       |        |        | 1      | 1        | 3           | 2    |

## Trivia
Seine Wurzeln nicht vergessend, trägt Alexej auf einem Schuh die deutsche und auf dem anderen die russische Flagge.